# Bettina Fábián
Bettina Fábián (Seghedino, 13 dicembre 2004) è una nuotatrice ungherese, specializzata nel nuoto di fondo.

## Biografia
Ai mondiali di Fukuoka 2023 ha ottenuto l'argento nella 6 km a squadre.
Ai mondiali di Doha 2024 ha guadagnato il bronzo nella 6 km a squadre.
Agli europei di Belgrado 2024 ha vinto l'oro nella 5 km a squadre, assieme a Mira Szimcsák, Dávid Betlehem e Kristóf Rasovszky e il bronzo nella 5 km di fondo, terminando alle spalle della tedesca Leonie Beck e dell'italiana Ginevra Taddeucci. L'anno successivo sale sul gradino più alto del podio nella neonata knockout sprint e nella staffetta agli europei di Cittavecchia.

## Palmarès
| Anno | Manifestazione | Sede         | Evento          | Risultato | Prestazione | Note |
| ---- | -------------- | ------------ | --------------- | --------- | ----------- | ---- |
| 2023 | Mondiali       | Fukuoka      | 6 km a squadre  | Argento   | 1h10'35"3   |      |
| 2024 | Mondiali       | Doha         | 6 km a squadre  | Bronzo    | 1h04'06"80  |      |
| 2024 | Europei        | Belgrado     | 5 km            | Bronzo    | 58'28"7     |      |
| 2024 | Europei        | Belgrado     | 5 km a squadre  | Oro       | 1h06'07"7   |      |
| 2025 | Europei        | Cittavecchia | Knockout Sprint | Oro       | 5'19"83     |      |
| 2025 | Europei        | Cittavecchia | 6 km a squadre  | Oro       | 1h03'39"45  |      |
| 2025 | Mondiali       | Singapore    | Knockout Sprint | Bronzo    | 6'23"10     |      |
| 2025 | Mondiali       | Singapore    | 6 km a squadre  | Bronzo    | 1h09'16"70  |      |

### Altre competizioni
- Vincitrice della Coppa LEN nel 2023.